# Done with Mirrors
Done With Mirrors es el octavo álbum de estudio de la banda estadounidense de Hard rock Aerosmith. Por esta producción discográfica, obtienen Disco de Oro, con el Sello Geffen. Cabe destacar además que es un álbum en Estudio y que fue editado el 4 de noviembre del año 1985. 
Done With Mirrors es el disco que selló la reconciliación de Steven Tyler y Joe Perry, 3 años después de Rock In A Hard Place, donde se encargaron de las guitarras Rick Dufay y Jimmy Crespo. Recibió certificado al vender 3 000 000 de copias.

## Lista de canciones
1. "Let The Music Do the Talking" (Steven Tyler, Joe Perry) – 3:44
2. "My Fist Your Face" (Tyler, Perry) – 4:21
3. "Shame On You" (Tyler) – 3:22
4. "The Reason A Dog" (Tyler, Tom Hamilton) – 4:13
5. "Shela" (Tyler, Brad Whitford) – 4:25
6. "Gypsy Boots" (Tyler, Perry) – 4:16
7. "She's On Fire" (Tyler, Perry) – 3:47
8. "The Hop" (Tyler, Perry, Hamilton, Whitford, Kramer)– 3:45
9. "Darkness" (Tyler) – 3:43